# Gare de La Claie
Pour les articles homonymes, voir Claie.
La gare de La Claie est une gare ferroviaire française fermée de la ligne de Nantes-Orléans à Châteaubriant, située sur le territoire de la commune d'Issé, dans le département de Loire-Atlantique, en région Pays de la Loire.
Elle est mise en service en 1893 par la Compagnie du chemin de fer de Paris à Orléans (PO) et fermée en 1980 par la Société nationale des chemins de fer français (SNCF), en même temps que le service voyageurs de la ligne. Elle fait partie des trois points d'arrêts qui ne sont pas réactivés lors de la réouverture de la ligne en 2014, avec Saffré - Joué et Casson.

## Situation ferroviaire
Établie à 68 mètres d'altitude, la gare de La Claie est située au point kilométrique (PK) 483,278, passage à niveau no 345, de la ligne de Nantes-Orléans à Châteaubriant, entre les gares ouvertes d'Issé et de Châteaubriant. Elle est séparée de cette dernière par la gare également fermée de La Cantraie.

## Histoire
L'arrêt de « La Claie » est ouvert en août 1893, soit seize ans après l'ouverture de la ligne, en 1877, grâce à la pression des élus. Implanté au niveau du passage à niveau (PN) no 345, c'est probablement la maison de barde barrière qui fit office de bâtiment voyageurs. L'arrêt est promu en halte le 24 février 1962 et un abri de quai est érigé en juin 1976.
Durant la deuxième moitié du XXe siècle, cette halte est surnommée l'arrêt des gros ventres du fait de sa fréquentation par de nombreuses femmes enceintes souhaitant dissimuler leurs grossesses et se rendant à la maison maternelle d'Issé.
La halte est fermée le 31 mai 1980, en même temps que la relation commerciale Nantes - Châteaubriant, après le passage du dernier train, assuré par un autorail de type X 2400. Le bâtiment de la halte est ensuite détruit. Les travaux de rénovation de la ligne réalisés à l'occasion de la réouverture de la ligne Nantes- Châteaubriant en tram-train ont détruit le quai.